# Didier Berberat

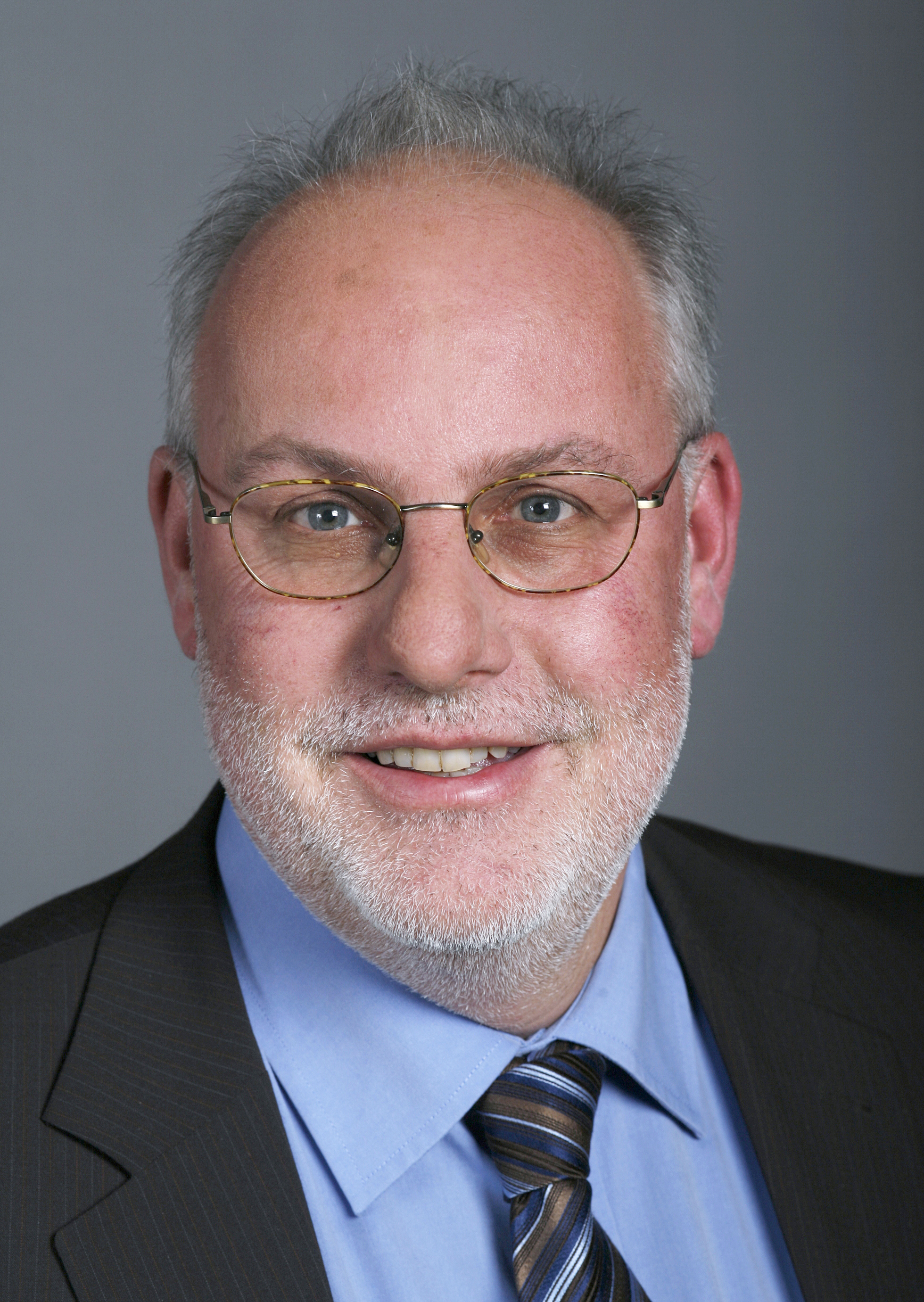
Didier Berberat (2007)

Didier Berberat (* 1. Dezember 1956 in La Chaux-de-Fonds; heimatberechtigt in Montignez) ist ein Schweizer Rechtsanwalt und Politiker (SP).

## Leben
Didier Berberats Vater, der Museumskonservator Marcel Berbat (1922–1964), war Abgeordneter im Neuenburger Grossen Rat, VPOD-Mitglied, SP-Kantonalpräsident und Autonomist in der Jurafrage. Didier Berberat machte das Lizenziat in Rechtswissenschaften an der Universität Neuenburg und wurde Assistent der Professoren Jean-François Aubert und Philippe Bois.
Von 1989 bis 1995 war Berberat Mitglied des Grossen Rates und forderte eine Revision der Neuenburger Verfassung. Von 2000 bis 2010 war er Gemeinderat (Exekutive) der Stadt La Chaux-de-Fonds und dort zuständig für Erziehung, soziale Dienste und Verkehr. 2005/06 und 2009/10 war er Stadtpräsident.
Bei den Wahlen 1995 wurde Berberat in den Nationalrat gewählt. Ausserdem ist er Schweizer Delegierter in der Assemblée parlementaire de la francophonie und Präsident.
Am 21. September 2009 wechselte Berberat als Nachfolger der in den Neuenburger Staatsrat gewählten Gisèle Ory in den Ständerat. Es fand eine stille Wahl statt. Im Ständerat war er Mitglied der Aussenpolitischen Kommission, der Redaktionskommission sowie der Neat-Aufsichtsdelegation und bis 2017 Präsident der Kommission für Umwelt, Raumplanung und Energie (UREK). Ausserdem war er Präsident der Parlamentarischen Gruppen «Uhrenindustrie» und «Schweiz–Vietnam». Bei den Wahlen 2015 wurde er im ersten Wahlgang bestätigt. Bei den Wahlen 2019 trat Berberat nicht mehr an. Seinen Sitz verlor die SP überraschend an die Grüne Céline Vara.